# Rodrigo Gómez Gómez
Rodrigo Gómez Gómez (Linares, Nuevo León; 18 de mayo de 1897-Ciudad de México, 14 de agosto de 1970) fue un banquero, economista y político mexicano. Se desempeñó como el director general del Banco de México de 1952 hasta su muerte en 1970, durante el periodo denominado el Milagro mexicano.

## Biografía
Se casó con Luisa Benítez Martínez con la cual procreó una hija.
Ingresó al Banco de México en 1933, fue director general del mismo de 1952 a 1970, durante la época de "desarrollo estabilizador". Rodrigo Gómez, fue uno de los artífices de un  periodo de progreso y estabilidad que se extendió de 1954 a 1970.
Todo ello fue, en buena medida, resultado de la aplicación de una política monetaria prudente, la cual coadyuvó a obtener una estabilidad de precios semejante a la de Estados Unidos de América. De ahí que también pudiese conservarse un tipo de cambio fijo (12.50 pesos mexicanos por dólar) dentro un régimen de irrestricta libertad cambiaria, y que la reserva monetaria mostrase una tendencia creciente a lo largo del periodo.
Los gobernadores de los bancos centrales latinoamericanos establecieron el premio anual "Rodrigo Gómez", desde 1970, para estimular la elaboración de estudios que tengan interés para los bancos centrales.